# Rose Senger
Rose Senger (verheiratete Rose Wolters-Senger; geboren 7. März 1869 in Dirschau; gestorben am 16. Januar 1945 in Magdeburg) war eine deutsche Ärztin.

## Leben
Rose Senger war die Tochter des in Dirschau tätigen Kaufmannes Otto Senger (gestorben 1902) und Jeanette Senger, geborene Focking. Sie besuchte die Höhere Mädchenschulen ihrer Geburtsstadt sowie in Danzig und Königsberg. Anschließend absolvierte sie das Königsberger Lehrerinnenseminar und legte dort im Herbst 1887 ihr Lehrerinnenexamen ab. Bis 1889 arbeitete sie in Königsberg als Privatlehrerin.
Von 1889 bis 1890 hielt sie sich im Ausland auf und nahm Sprachunterricht in England, Frankreich und Belgien. Von 1890  bis Herbst 1893 wirkte sie in der Nähe von Leipzig als Hauslehrerin.
Ab 1893 und bis Oktober 1894 studierte Senger Kunstgeschichte in Rom, von Oktober 1894 bis 1895 Germanistik in Zürich und Bern. Daneben bereitete sie sich privat auf die Maturitätsprüfung vor, die sie im Herbst 1896 bestand. Von 1896 bis 1902 studierte sie Medizin in Zürich, Bern, Straßburg und Halle an der Saale. In diesem Zeitraum absolvierte sie 1899 Vorprüfungen in Zürich.
Nach der Jahrhundertwende gab sie im März des Jahres 1900 gemeinsam mit 21 anderen Medizinstudentinnen eine Petition an den Deutschen Bundesrat in Berlin mit der Bitte um Schaffung von „Übergangsbestimmungen für Medizinerinnen deutscher Nationalität, die in der Schweiz studiert haben oder noch studieren.“ „Aufgrund der Übergangsbestimmungen für das Medizinstudium reichsdeutscher Frauen im Ausland“ konnte Rose Senger im November 1900 ihr Physikum an der Universität Halle ablegen. Dort bestand sie im März 1902 auch ihr Staatsexamen beziehungsweise ihr medizinisches Doktorexamen und erhielt durch ihre Dissertation Zur Casuistik der primären Dünndarmsarkome im Kindesalter am 29. des Monats ihre Approbation.
Laut dem hannoverschen Adressbuch wirkte Rose Sänger spätestens ab 1903 als praktische Ärztin in Hannover, wo sie unter der Adresse Georgplatz 1 als erste Ärztin überhaupt in Hannover eine Praxis für Frauen- und Kinderheilkunde sowie für Geburtshilfe betrieb, und dort bis 1911 nachweisbar ist. Nach anderen Quellen wirkte Senger jedoch ab 1904 oder nur 1904 als Hilfärztin in Dresden und erst ab 1905 bis 1911 in Hannover, parallel dazu von 1905 oder 1906 bis 1908 in München und – mutmaßlich nur in den Sommermonaten als Badeärztin – in Bad Pyrmont. 1911 – wahrscheinlich auch das Jahr ihrer Eheschließung mit dem Schriftsteller Otto Wolters, war sie niedergelassene Ärztin sowohl in Hannover wie auch in München. In München wirkte sie 1914 als Kinderärztin und Gynäkologin.
Ab 1926/27 und während des Zweiten Weltkrieges bis in das Jahr 1943 war Rose Senger-Wolters als Ärztin in Magdeburg tätig, ihr Sitz war die Alte Ulrichstraße 15 a. Sie wurde Opfer des schweren Bombenangriffs vom 16. Januar 1945.

## Schriften
- Zur Casuistik der primären Dünndarmsarkome im Kindesalter, medizinische Dissertation vom 29. März 1902 an der Universität Halle an der Saale

## Rose-Senger-Straße

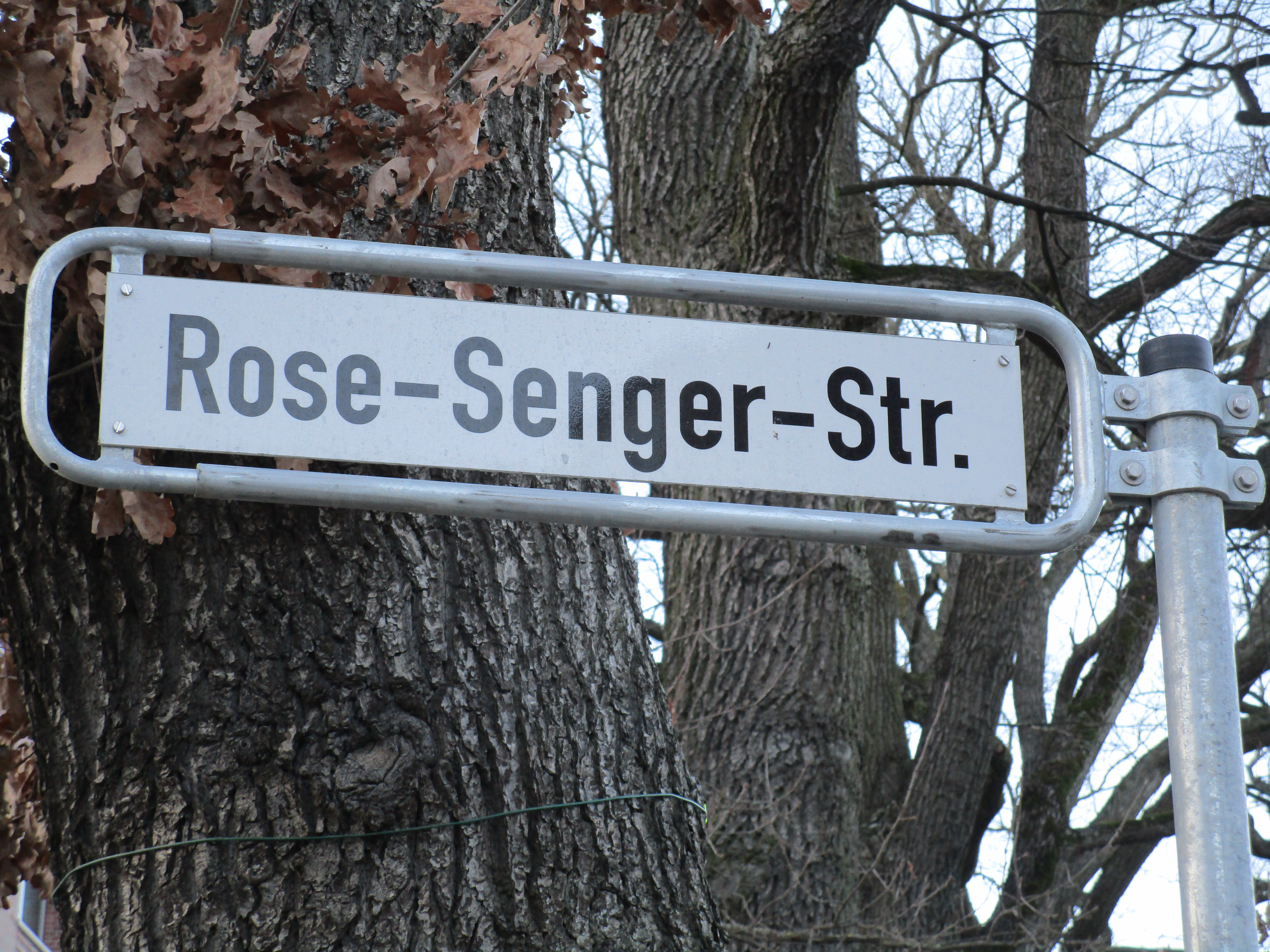
Straßenschild der Rose-Senger-Straße in Hannovers Stadtteil Groß-Buchholz

Nachdem ab dem Jahr 2014 in Hannover das ehemalige Oststadtkrankenhaus mit dem Klinikum Siloah zusammengelegt wurde und die Krankenhaus-Gebäude im hannoverschen Stadtteil Groß-Buchholz abgerissen worden waren, wurden neue Bebauungspläne für das Gebiet mit zwei neuen Erschließungsstraßen festgelegt. Für die Straßennamen favorisierten die Fraktionen des Bezirksrates die Benennungen nach den Ärztinnen Dora Gerson und Rose Senger. Die Namensgebung sollte zugleich ein Hinweis auf den ehemaligen Krankenhausstandort geben.
Im Verlauf seiner Beratungen am 1. Juni 2017 beschloss der Bezirksrat für den Stadtbezirk Buchholz-Kleefeld einstimmig, der von der Straße In den Sieben Stücken östlich abzweigenden Erschließungsstraße über das ehemalige Krankenhausgelände den Namen Rose-Senger-Straße zu geben und zugleich der von der Pasteurallee abzweigenden westlichen Erschließungsstraße den Namen Dora-Gerson-Straße zu geben.